# بخش سونبهدرا
بخش سونبهدرا (به انگلیسی: Sonbhadra district) یک منطقهٔ مسکونی در هند است که در Mirzapur division واقع شده‌است. بخش سونبهدرا ۶٬۷۸۸ کیلومتر مربع مساحت و ۱٬۸۶۲٬۵۵۹ نفر جمعیت دارد.